# Apostolepis cearensis
Apostolepis cearensis este o specie de șerpi din genul Apostolepis, familia Colubridae, descrisă de Gomes 1915. Conform Catalogue of Life specia Apostolepis cearensis nu are subspecii cunoscute.